# Средно училище „Свети Климент Охридски“ (Симеоновград)
Средно училище „Свети Климент Охридски“ е гимназия в град Симеоновград, област Хасково. Създадена е през 1945 г. Патрон на училището е Климент Охридски. То е разположено на ул. „Христо Ботев“ № 37. През учебната 2017/2018 година в него се обучават 439 деца, около 80% от тях са от цигански произход. Към 2025 г. директор на училището е Тодоринка Иванова.

## История
Училището е открито пред 1945 г. като пълна гимназия. През 1990 г. то става средно общообразователно училище (СОУ).